# Varennes (Somme)
Varennes (häufig Varennes-en-Croix; picardisch: Vareinne oder Vareinne-in-Croé) ist eine nordfranzösische Gemeinde mit 221 Einwohnern (Stand 1. Januar 2022) im Département Somme in der Region Hauts-de-France. Die Gemeinde gehört zum Kanton Albert und ist Teil der Communauté de communes du Pays du Coquelicot.

## Geographie
Varennes liegt rund drei Kilometer südlich von Acheux-en-Amiénois an der Kreuzung der Départementsstraßen D47 und D179. Die Bezeichnung „en croix“ bezieht sich auf die kreuzförmige Anlage der Gemeinde. Die Ferme Clairfaye (frühere Abtei Clairfay) ist Teil der Gemeinde. Im Westen des Gemeindefriedhofs liegt ein britischer Soldatenfriedhof.

## Geschichte
Der Ort wurde 1064 als Warennas bezeichnet. In der Nähe des Friedhofs lag im Mittelalter die Ortschaft Franc-Mailly (heute nur noch ein Flurname), die als Zuflucht von Übeltätern verrufen wurde und 1069 an allen vier Ecken angezündet worden sein soll.
Die Herrschaft Varennes geht in das 13. Jahrhundert zurück. 1638 kam sie an das Haus Mailly. Letzter Standesherr war der 1794 hingerichtete Augustin-Joseph de Mailly.
Im Krieg mit dem Herzogtum Burgund unter Karl dem Kühnen wurde der Ort 1472 niedergebrannt und anschließend kreuzförmig wieder aufgebaut.
Im Deutsch-Französischen Krieg erfolgte im September 1870 die Besetzung durch preußische Truppen. Im Ersten Weltkrieg lag Varennes hinter der Front; zu Ostern 1918 zogen jedoch britische Truppen ein.

## Einwohner
| 1962 | 1968 | 1975 | 1982 | 1990 | 1999 | 2006 | 2010 | 2016 |
| ---- | ---- | ---- | ---- | ---- | ---- | ---- | ---- | ---- |
| 233  | 211  | 184  | 181  | 181  | 177  | 183  | 204  | 220  |

## Verwaltung
Bürgermeister (maire) ist seit 2001 Jackie Pillon.

## Sehenswürdigkeiten
- Die 1771 rekonstruierte Pfarrkirche Mariä Himmelfahrt (Notre-Dame de l’Assomption) mit einer auf Picardisch als ch'bon diu à beudet bezeichneten Holzfigur Christus beim Einzug nach Jerusalem, wohl aus der Abtei Clairfay.
- Souterrains (muches)
- Überreste der 1742 untergegangenen Abtei Clairfay